# Ronda Nord de València
La Ronda Nord de València o CV-30 és una via amb un tram urbà i un tram interurbà d'autovia de circumval·lació nord de la ciutat de València situada entre l'avinguda de Catalunya a l'extrem est, i l'autovia de circumval·lació V-30 a l'extrem oest, a l'altura dels termes municipals de Paterna i Quart de Poblet. D'aquesta manera enllaça l'eixida nord de la ciutat (V-21) amb l'eixida nord-oest de l'autovia de Llíria o Ademús i amb la resta d'eixides de la ciutat mitjançant la circumval·lació V-30.
També es creua amb importants vies de la ciutat com l'avinguda d'Alfauir, l'avinguda de la Constitució, el Camí de Montcada, l'avinguda de Joan XXIII, l'avinguda de Burjassot, l'avinguda de les Corts Valencianes, l'avinguda del Mestre Rodrigo i l'autovia CV-31 (Distribuidor Nord).
Travessa els districtes de Benimaclet, Rascanya, Benicalap, Pobles del Nord, Pobles de l'Oest i Campanar.

## Nom
La ronda té el nom global i popular de Ronda Nord tant en el seu tram urbà com al tram interurbà, però també rep el nom de Bulevard Nord o Bulevard Perifèric Nord, i a vegades és confosa amb l'avinguda dels Germans Machado, que és una avinguda urbana que forma el tram urbà de la ronda però no la comprèn en la seua totalitat.

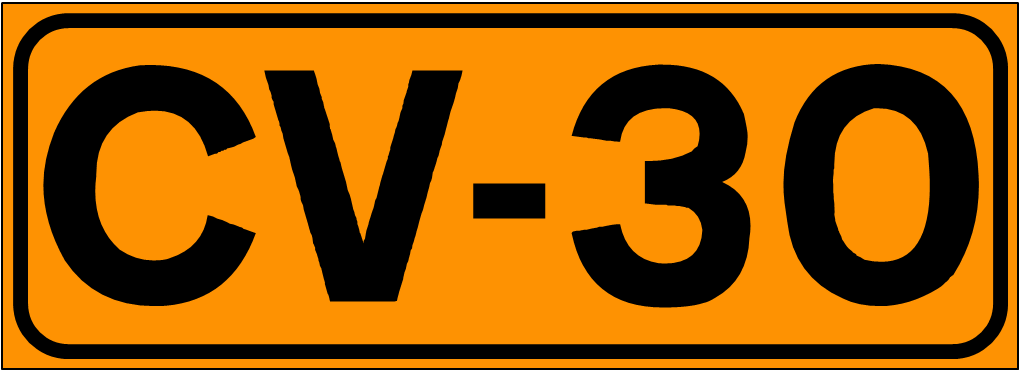
Indicador

## Història
El primer tram obert al trànsit va ser la part d'autovia entre la circumval·lació V-30, el distribuidor comarcal nord CV-31 i l'avinguda del Mestre Rodrigo. Donava servei d'aquesta forma al districte de Campanar, al recinte firal de la Fira de València i al Palau Velòdrom Lluís Puig situats a la pedania de Benimàmet (Pobles de l'Oest), molt prop del terme municipal de Paterna.
Anys després, l'any 2003 s'obrí el tram urbà des de l'avinguda de Catalunya fins a la intersecció giratòria de l'avinguda d'Alfauir i l'entrada al municipi d'Alboraia. En 2005 s'inaugurà l'avinguda dels Germans Machado que arribava fins a l'avinguda de Joan XXIII, i l'any 2007 es va connectar definitivament la via urbana amb el tram d'autovia de la circumval·lació nord des de la Ciutat de l'Artista Faller fins a l'avinguda del Mestre Rodrigo i el distribuidor nord CV-31.

## Elements importants

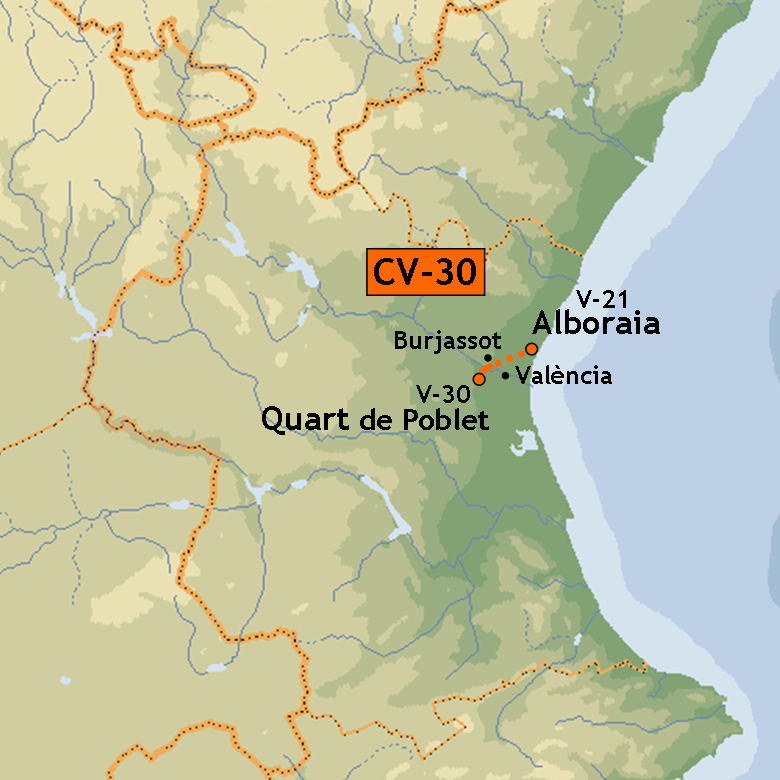
Plànol Itinerari. CV-30 Ronda Nord de València

Discorre per la perifèria nord de la ciutat i enllaça la ciutat amb els municipis d'Alboraia, Tavernes Blanques, Burjassot i Paterna, a més dels Pobles del Nord i els Pobles de l'Oest formats per pedanies de la ciutat de València.
Al seu recorregut urbà trobem el mirador de la Torre Miramar als voltants de la Universitat Politècnica de València, les orxateries d'Alboraia i Benimaclet, l'Estadi Ciutat de València del Llevant UE, el centre comercial Arena, l'antic Monestir de Sant Miquel dels Reis (actual seu de la Biblioteca Valenciana) i el Museu de l'Artista Faller.
Pel tram de circumval·lació nord en autovia es pot accedir al Palau de Congressos, al Casino Cirsa València, a la Fira de Mostres i al Palau Velòdrom Lluís Puig.

## Futur
El projecte inicial de la Ronda Nord de València a mitjans del segle xx incloïa l'enllaç des de la circumval·lació V-30 fins a l'eixida nord de la ciutat (V-21) travessant l'horta de Poble Nou i Carpesa (pedanies valencianes del districte Pobles del Nord) i discorrent en paral·lel al Barranc de Carraixet pels termes municipals de Bonrepòs i Mirambell, d'Almàssera i d'Alboraia fins a la desembocadura del barranc on es connectaria amb l'autovia V-21.
Aquest projecte ha estat majoritàriament rebutjat durant les últimes dècades, raó per la qual cal pensar que aquesta horta nord de València no serà travessada per aquesta prolongació. Per aquest motiu la ronda té actualment un tram d'autovia (CV-30) amb limitació de velocitat màxima a 100 km/h i un tram urbà amb limitació de velocitat màxima a 50 km/h.